# Cryptoprocta
Cryptoprocta ist eine auf Madagaskar endemische Gattung der Raubtiere (Carnivora). Diese Gattung umfasst neben der Fossa auch einige ausgestorbene Vertreter. Der Gattungsname („verborgener Anus“) spielt auf die großen Analbeutel der Fossas an.

## Merkmale
Zu dieser Gattung gehören die größten Raubtiere Madagaskars. Die Fossa erreicht eine Kopfrumpflänge von bis zu 80 Zentimeter und ein Gewicht von bis zu 12 Kilogramm, die ausgestorbene Riesenfossa war um einiges größer. Kennzeichnend für die Gattung ist der kurze Gesichtsschädel, der ihnen ein katzenartiges Äußeres verleiht sowie die gut ausgeprägte „Brechschere“ (letzter oberer Prämolar und erster unterer Molar) im Gebiss. Ihr Körperbau ist schlank und langgestreckt, der Schwanz sehr lang.

## Systematik
Aufgrund von genetischen Untersuchungen der Fossa wird die Gattung Cryptoprocta heute in die Gruppe der Madagassischen Raubtiere eingeordnet, ein Taxon, das alle auf Madagaskar lebenden Raubtiere zusammenfasst, die sich von einem mangustenartigen Vorfahren entwickelt haben dürften. Gemeinsam mit dem Falanuk und der Fanaloka bildet sie die Unterfamilie der Euplerinae.
Insgesamt wurden drei mögliche Arten beschrieben:
- die Fossa (Cryptoprocta ferox),
- die ausgestorbene Riesenfossa (Cryptoprocta spelea)
- und möglicherweise eine dritte, ebenfalls ausgestorbene, Art, Cryptoprocta antamba.

1902 wurden in einer Höhle Überreste eines Tieres entdeckt, das zunächst mit dem Namen C. ferox spelea als Unterart der Fossa geführt wurde. Nach weiteren Funden und ausführlichen Untersuchungen kamen Steven Goodman et al. zu dem Ergebnis, dass diese unter anderem aufgrund der größeren Ausmaße den Rang einer eigenen Art (Riesenfossa, C. spelea) verdienen. Von C. antamba wurde lediglich ein Unterkiefer gefunden, der sich in der Form von den übrigen Vertretern dieser Gattung unterscheidet. Ihr Artstatus ist unklar, möglicherweise handelt es sich dabei lediglich um ein fehlgebildetes Individuum der Riesenfossa.